# ADO Den Haag in het seizoen 2017/18 (vrouwen)
Het seizoen 2017/2018 was het 11e jaar in het bestaan van de Haagse vrouwenvoetbalclub ADO Den Haag. De club kwam uit in de Eredivisie en eindigde op de zesde plaats. In het toernooi om de KNVB beker reikte de ploeg tot de kwartfinale. Hierin was AFC Ajax te sterk met 2–0.

## Wedstrijdstatistieken

### Eredivisie
|       | Achilles '29 | AFC Ajax | VV Alkmaar | Excelsior/Barendrecht | sc Heerenveen | PEC Zwolle | PSV   | FC Twente |
| ----- | ------------ | -------- | ---------- | --------------------- | ------------- | ---------- | ----- | --------- |
| Thuis | 2 – 2        | 2 – 2    | 2 – 1      | 3 – 1                 | 1 – 3         | 2 – 2      | 2 – 1 | 0 – 1     |
| Uit   | 1 – 0        | 0 – 0    | 4 – 3      | 1 – 3                 | 1 – 3         | 0 – 1      | 3 – 0 | 2 – 0     |

#### Plaatseringsgroep 6–9
|       | Achilles '29 | VV Alkmaar | Excelsior/Barendrecht |
| ----- | ------------ | ---------- | --------------------- |
| Thuis | 2 – 2        | 4 – 0      | 3 – 1                 |
| Uit   | 1 – 4        | 3 – 3      | 0 – 3                 |
|       | 2 – 1 (T)    | 2 – 1 (U)  | 1 – 2 (U)             |

### KNVB beker
| Achtste finale                               | ASV Wartburgia           | 2 – 4 (2 – 1)    | ADO Den Haag                                     |  |
| Plaats: Plaats: Amsterdam Sportpark Drieburg | Onbekend 9' Onbekend 23' | Wedstrijdverslag | 18', 70', 89' Nadine Noordam 46' (e.d.) Onbekend |  |
| Kwartfinale                                  | ADO Den Haag             | 0 – 2 (0 – 0)    | AFC Ajax                                         |  |
| Plaats: Den Haag Cars Jeans Stadion          |                          | Wedstrijdverslag | 51' Desiree van Lunteren 59' Inessa Kaagman      |  |

## Statistieken ADO Den Haag 2017/2018

### Eindstand ADO Den Haag in de Nederlandse Eredivisie Vrouwen 2017 / 2018
| Stand | Gespeeld | Gewonnen | Gelijk | Verloren | Punten | Doelpunten voor | Doelpunten tegen | Gele kaarten | Rode kaarten |
| ----- | -------- | -------- | ------ | -------- | ------ | --------------- | ---------------- | ------------ | ------------ |
| 6e    | 16       | 6        | 4      | 6        | 22     | 24              | 25               | 11           | 0            |

### Eindstand ADO Den Haag in de plaatseringsgroep 2017 / 2018
| Stand | Gespeeld | Gewonnen | Gelijk | Verloren | Punten | Doelpunten voor | Doelpunten tegen | Gele kaarten | Rode kaarten |
| ----- | -------- | -------- | ------ | -------- | ------ | --------------- | ---------------- | ------------ | ------------ |
| 6e    | 9        | 6        | 2      | 1        | 31     | 24              | 11               | 7            | 0            |

### Topscorers
| #      | Naam               | Goal |
| ------ | ------------------ | ---- |
| 1.     | Victoria Pelova    | 11   |
| 2.     | Nadine Noordam     | 7    |
| 3.     | Suzanne Admiraal   | 5    |
| 4.     | Marthe van Erk     | 4    |
| 5.     | Chasity Grant      | 3    |
| 5.     | Romy Speelman      | 3    |
| 5.     | Sharona Tieleman   | 3    |
| 6.     | Allyssa Daal       | 2    |
| 6.     | Eline Koster       | 2    |
| 6.     | Maartje Looijen    | 2    |
| 6.     | Carmen Simonis     | 2    |
| 7.     | Annouk Boshuizen   | 1    |
| 7.     | Lauren Delleman    | 1    |
| 7.     | Shanique Dessing   | 1    |
| 7.     | Nance van der Meer | 1    |
| Totaal | Totaal             | 48   |

| #                | Naam                            | Goal |
| ---------------- | ------------------------------- | ---- |
| 1.               | Nadine Noordam                  | 3    |
| Eigen doelpunten |                                 |      |
| 1.               | Onbekend (Tegen ASV Wartburgia) | 1    |
| Totaal           | Totaal                          | 4    |

### Kaarten
| #      | Naam              |    |
| ------ | ----------------- | -- |
| 1.     | Allyssa Daal      | 2  |
| 1.     | Nadine Noordam    | 2  |
| 1.     | Victoria Pelova   | 2  |
| 1.     | Romy Speelman     | 2  |
| 1.     | Sharona Tieleman  | 2  |
| 2.     | Suzanne Admiraal  | 1  |
| 2.     | Annouk Boshuizen  | 1  |
| 2.     | Sharon Kok        | 1  |
| 2.     | Eline Koster      | 1  |
| 2.     | Barbara Lorsheijd | 1  |
| 2.     | Priscilla Mesker  | 1  |
| 2.     | Carmen Simonis    | 1  |
| 2.     | Vesna Veltrop     | 1  |
| Totaal | Totaal            | 18 |

| #      | Naam           |   |
| ------ | -------------- | - |
| –      | Geen speelster | – |
| Totaal | Totaal         | 0 |

| #      | Naam           |   |
| ------ | -------------- | - |
| –      | Geen speelster | – |
| Totaal | Totaal         | 0 |